# Grivy-Loisy
Grivy-Loisy é uma comuna francesa na região administrativa de Grande Leste, no departamento Ardenas. Estende-se por uma área de 11,88 km². Em 2010 a comuna tinha 191 habitantes (densidade: 16,1 hab./km²).